# Kebab

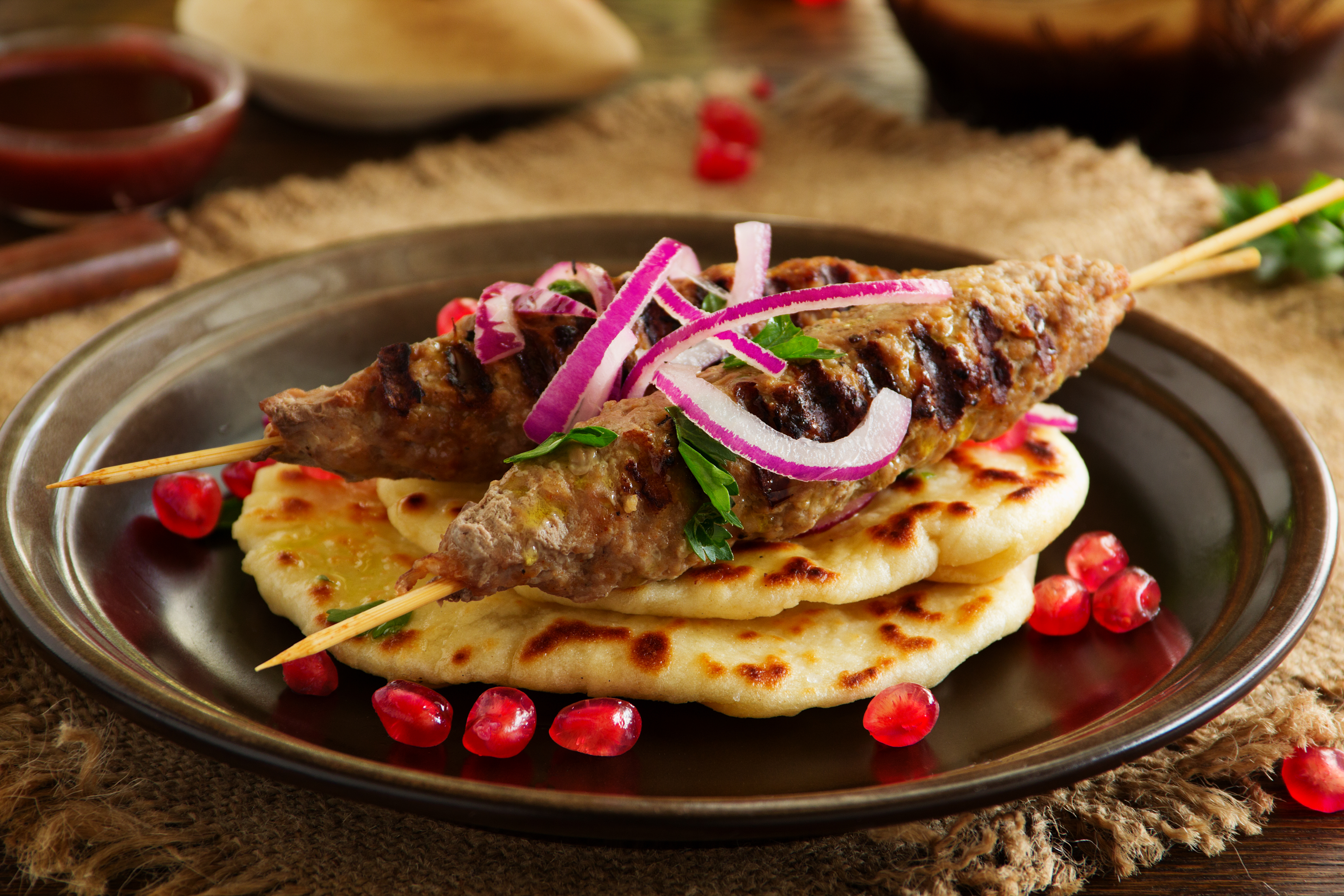
Kebab

O kebab é uma espetada de pedaços de carne, por vezes entremeados com vegetais, que vai a assar ou a grelhar no forno, ou na brasa. No Brasil são conhecidos como "espetinhos" ou "brochetes"; em Portugal são conhecidos simplesmente como "espetadas". Existem diferentes tipos de kebab, e variam de acordo com o país ou região.
O kebab é uma refeição comum na Turquia, na Grécia, na costa do Mediterrâneo e em lugares de forte imigração turca como as principais cidades da Alemanha, da França, da Áustria e do Luxemburgo.
Um döner kebab é uma adaptação ao gosto alemão da tradicional especialidade turca, onde a carne de borrego é assada em grande espeto giratório posicionado na vertical para ser tirada em fatias finas, que depois são servidas dentro de pão pita com cebola crua, molho de chili e salada. No Brasil esta modalidade é popularmente conhecida como "churrasco grego" e é feito com carne bovina, servida em um pão francês, regada ao molho vinagrete.
Outra variação é o shish kebab (de origem iraniana) que é uma espetada de pedaços de carne, por vezes entremeados com vegetais, que vai a assar ou a grelhar no forno ou na brasa.